# József Eisenhoffer
József Eisenhoffer (né le 8 novembre 1900 à Budapest, Hongrie ; mort le 13 novembre 1945 dans la même ville) est un footballeur jouant aussi bien au poste d'attaquant que de milieu de terrain.

## Biographie
Eisenhoffer a évolué en Hongrie, en Autriche, en France et aux États-Unis. Il a aussi été entraîneur de l'Olympique de Marseille pendant six saisons.  Il a été membre de l'équipe olympique de Hongrie de 1924.
En 1944, il a été blessé lors d'un raid aérien sur Budapest. Ses blessures n'ont pas été traitées et ont finalement conduit à sa mort.

## Palmarès de joueur
- Champion d'Autriche en 1925 avec l'Hakoah Vienne.
- Vainqueur de la Coupe des États-Unis en 1929 avec le New York Hakoah.
- Vainqueur de la Coupe de France en 1935 et en 1938 avec l'Olympique de Marseille.

## Palmarès d'entraîneur
- Champion de France en 1937 avec l'Olympique de Marseille.
- Vainqueur de la Coupe de France en 1938 avec l'Olympique de Marseille.